# مطار ديلينغها
مطار ديلينغها  (بالإنجليزية: Delingha Airport)‏ و(بالصينية: 德令哈机场) (إياتا: HXD) مطار عام يقع بمدينة ديلينجا في تشينغهاي في الصين. يبلغ طول المدرج 3000 م ويرتفع عن سطح البحر 2860 م.

## شركات الطيران والوجهات
| شركـات طيـران         | الوجهات            |
| --------------------- | ------------------ |
| خطوط شرق الصين الجوية | مطار شينينغ الدولي |

## وصلات خارجية
- http://www.flightstats.com/go/Airport/airportDetails.do?airportCode=HXD